# St. David's Hall

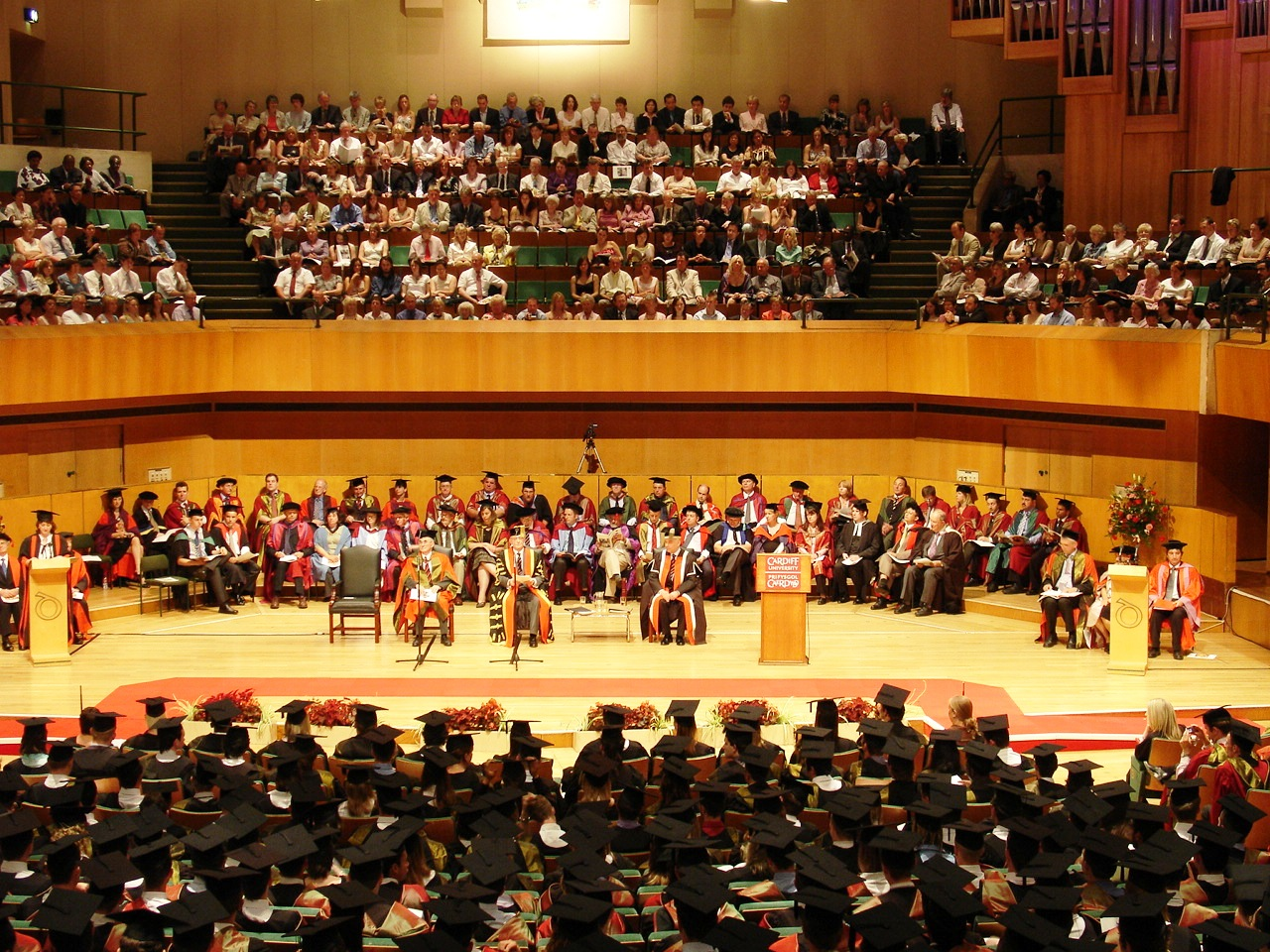
St David's Hall

St David's Hall (galés: Neuadd Dewi Sant) es una sala de conciertos en Cardiff, Gales. Es el centro oficial nacional de conciertos y de convenciones de Gales.
Construido en 1982 por Seymour Harris Partnership su sala para 2000 espectadores es una de las más reconocidas en el Reino Unido y el mundo por su acústica. Se levanta en pleno centro de la ciudad junto al centro comercial del mismo nombre.
La orquesta residente es la BBC National Orchestra and Chorus of Wales (BBC NOW).
En honor a la tradición vocal galesa, bienalmente se lleva a cabo en esta sala la competencia vocal "BBC Cardiff Singer of the World Competition" (Cantante del mundo), una de las más prestigiosas en el ámbito lírico mundial. La competencia de 1989 fue llamada "La batalla de los barítonos" cuando el favorito local, Bryn Terfel, se midió con el ruso Dmitri Hvorostovsky, que resultó ganador. 
Anualmente se celebran los Proms Galeses y ceremonias de graduación universitarias.